# تپه علی ارداق چارداقی
تپه علی ارداق چارداقی مربوط به دوره ساسانیان است و در شهرستان خدابنده، بخش بزینه رود، روستای زاغه لو واقع شده و این اثر در تاریخ ۱۴ مرداد ۱۳۸۲ با شمارهٔ ثبت ۹۴۶۴ به‌عنوان یکی از آثار ملی ایران به ثبت رسیده است.